# FUN88
FUN88 es un sitio de apuestas en línea . La empresa fue fundada en China y actualmente opera en Asia, Europa y América Latina.

## Historia
Fundada en 2009, FUN88 operó primero en Asia antes de expandirse a Europa ese mismo año, estableciendo su sede en la Isla de Man. La empresa se dio a conocer gracias a varios acuerdos de patrocinio en la Premier League, empezando con el Burnley FC y más tarde con el Tottenham Hotspur y el Newcastle United.

## Patrocinio
En los últimos años, FUN88 ha establecido asociaciones con reconocidos atletas y clubes, siendo especialmente notable su colaboración con el fallecido Kobe Bryant, Newcastle United y Tottenham Hotspur. El primer patrocinio significativo de FUN88 en Europa fue con el Burnley FC entre 2010 y 2012. Luego fueron anunciados como socios asiáticos de apuestas y juegos del Tottenham Hotspur en 2014, una asociación que ha durado casi una década.En 2017, Newcastle United presentó a FUN88 como su patrocinador principal en un acuerdo a largo plazo. En abril de 2023, los clubes de la Premier League acordaron eliminar gradualmente los patrocinadores de apuestas en la parte delantera de la camiseta con una fecha límite establecida al comienzo de la temporada 2026/27.  En 2023, se confirmó que FUN88 ya no patrocinaría al Newcastle United en el frente de la camiseta y firmó un acuerdo a largo plazo como socio de apuestas asiático. 
Otros embajadores de la marca son Iker Casillas, Steve Nash, Daren Sammy, Dale Steyn y Tony Parker.